# 斯特拉尼亞加拉 (紐約州)
斯特拉尼亞加拉（英語：Stella Niagara）是位於美國紐約州尼亞加拉縣的非建制地區。

## 歷史
斯特拉尼亞加拉的郵局自1910年營運至今。

## 地理
斯特拉尼亞加拉所處的海拔為高於海平面97米（即318英呎），而該地所採用的時區為UTC-5，即北美东部时区（EST）。同時該地設有夏令時間，為UTC-5調快一小時，即UTC-4（EDT）。